# Hans-Christian Ströbele

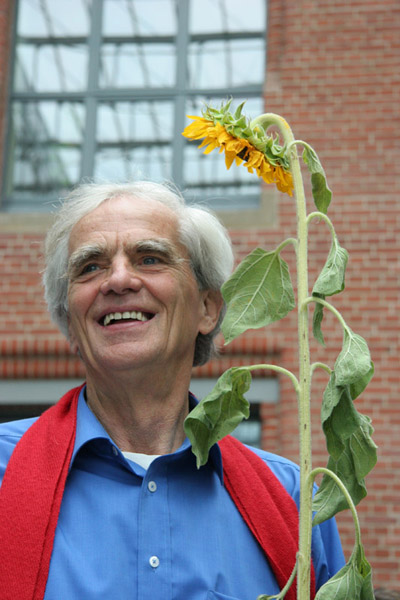
Hans-Christian Ströbele, 2006

Hans-Christian Ströbele (* 7. Juni 1939 in Halle an der Saale; † 29. August 2022 in Berlin-Moabit) war ein deutscher Rechtsanwalt und Politiker der Partei Bündnis 90/Die Grünen.
Als Mitbegründer des Sozialistischen Anwaltskollektivs vertrat er Aktivisten der Studentenbewegung und später auch Mitglieder der Rote Armee Fraktion wie Andreas Baader.
Ströbele war von 2002 bis 2009 stellvertretender Vorsitzender der Bundestagsfraktion Bündnis 90/Die Grünen und war das dienstälteste Mitglied des Parlamentarischen Kontrollgremiums (PKGr) des Deutschen Bundestages zur Kontrolle der Nachrichtendienste des Bundes. Er errang bei den Bundestagswahlen 2002, 2005, 2009 und 2013 als jeweils einziger Abgeordneter seiner Partei ein Direktmandat, nämlich im Bundestagswahlkreis Berlin-Friedrichshain-Kreuzberg – Prenzlauer Berg Ost. Zur Bundestagswahl 2017 trat er nicht mehr an.

## Leben

### Familie, Jugend und Studium
Ströbeles Großvater war der Bauernfunktionär Franz Ströbele (1879–1952). Sein Vater war der in Leonberg in Württemberg geborene Chemiker Rudolf Ströbele (1911–1988), der 1937 beim späteren Nobelpreisträger Richard Kuhn promoviert wurde. Rudolf Ströbele war NSDAP-Mitglied und nach seiner Promotion zunächst im Hauptlaboratorium des IG-Farben-Werkes Ludwigshafen, während des Zweiten Weltkrieges dann als Betriebsführer der Buna-Werke in Schkopau tätig. Beim Rückzug der US-Armee aus dem späteren Sachsen-Anhalt im Sommer 1945 auf Grund der alliierten Vereinbarungen von Jalta wurde die Familie Ströbele von dieser in den Westen mitgenommen. Ab 1955 war Rudolf Ströbele Leiter der Organischen Chemie der Chemischen Werke Hüls AG in Marl, der größten Abteilung des Werkes. 1957 erhielt er Prokura. Hans-Christian Ströbeles Mutter Gabriele, geb. Zimmermann, hatte Jura studiert, konnte jedoch ihren damaligen Wunsch, Richterin zu werden, nicht weiterverfolgen, weil ihr aufgrund des herrschenden Frauenbildes im NS-Staat verwehrt worden war, ein juristisches Referendariat zu absolvieren. Die Genehmigung der Eheschließung von Rudolf Ströbele und Gabriele Zimmermann ist im Bundesarchiv in der Sammlung Berlin Document Center, „Personenbezogene Unterlagen der SS und SA“ unter der Archivsignatur R 9361-III/203263 registriert.
Nach dem Abitur 1959 am Albert-Schweitzer-Gymnasium in Marl leistete Hans-Christian Ströbele zunächst Wehrdienst als Kanonier bei der Luftwaffe in Aurich, lehnte aber die übliche Beförderung zum Gefreiten ab. Nach dem Wehrdienst absolvierte Ströbele ab 1960 ein Studium der Politikwissenschaft und der Rechtswissenschaft an der Ruprecht-Karls-Universität Heidelberg und der Freien Universität Berlin, das er mit dem ersten juristischen Staatsexamen beendete. 1969 legte er die zweite juristische Staatsprüfung ab und erhielt die Zulassung als Rechtsanwalt. Ab 1967 war er mit der Ethnologin Juliana Ströbele-Gregor verheiratet. Er lebte im Berliner Bezirk Mitte im Ortsteil Hansaviertel.
Hans-Christian Ströbele war ein Neffe des Fußballreporters Herbert Zimmermann. Die Rechte an dessen Originalübertragung des Endspiels der Fußball-Weltmeisterschaft 1954 liegen bei Hans-Christian Ströbeles Erben und seinen drei Geschwistern. Sofern die Übertragung nicht im Ersten wiederholt wird, muss jede Veröffentlichung verhandelt werden. Hierbei übernahm Ströbele für seine Geschwister die rechtliche Vertretung. Die erzielte Summe in Höhe eines vierstelligen Betrags spendete Ströbele. Als Kind nahm Herbert Zimmermann ihn manchmal zu Interviews, zum Beispiel mit Sepp Herberger und Fritz Walter, und auch zu Fußballspielen mit.

### Anwalt und Unterstützer von RAF-Mitgliedern und das Sozialistische Anwaltskollektiv (1970–1979)
Seit dem 3. Juni 1967 leistete er als Rechtsreferendar seine Anwaltsstation im Anwaltsbüro von Horst Mahler ab. Am 1. Mai 1969 gründete er mit Mahler und dem späteren Berliner Verfassungsrichter Klaus Eschen das sogenannte Sozialistische Anwaltskollektiv in Berlin. Ziel war, Demonstranten und anderen Aktivisten aus der damaligen Studenten- bzw. 68er-Bewegung, die sich zahlreichen Strafverfahren ausgesetzt sahen, juristische Unterstützung anzubieten.
Ab 1970 übernahm Ströbele mit Otto Schily die Verteidigung von RAF-Angehörigen, u. a. Andreas Baader und später auch Horst Mahler. 1975 wurde Ströbele wegen Missbrauchs der Anwaltsprivilegien noch vor Beginn des Stammheim-Prozesses von der Verteidigung ausgeschlossen. Die 2. Große Strafkammer beim Landgericht Berlin verurteilte ihn wegen Unterstützung einer kriminellen Vereinigung gem. § 129 StGB zu einer Freiheitsstrafe von 18 Monaten auf Bewährung, da er an der Konsolidierung der RAF nach der ersten Verhaftungswelle 1972 mitgewirkt habe und in den Aufbau des illegalen Informationssystems der RAF involviert gewesen sei. Die 10. Große Strafkammer des Berliner Landgerichts reduzierte diese Strafe 1982 auf zehn Monate. Für die Richter war Ströbeles Verbindung zur RAF ein „besonders schwerer Fall“ von Unterstützung, da die unterstützte Organisation eingerichtet worden sei, um „Straftaten des Mordes und Sprengstoffdelikte zu begehen“. Ströbele bestritt die Vorwürfe und erklärte, das Informationssystem habe lediglich der Arbeit als Verteidiger für die gefangenen Mitglieder der RAF in den Jahren 1970 bis 1975 gedient.
Stefan Reinecke, Journalist bei der Tageszeitung taz und Autor einer 2016 erschienenen Ströbele-Biografie mit dem Titel Ströbele: Die Biografie schreibt, Ströbele habe RAF-Angehörige als „Mitglieder des 68er-Kollektivs“ gesehen; keine „verrückten Desperados, das waren politische Menschen, das waren unsere Genossinnen und Genossen“. Ströbele, der sich in der Biografie falsch dargestellt sah, äußerte seine Kritik sowohl bei der Buchvorstellung im taz-Café als auch in einem Interview mit der Autorin Anne Ameri-Siemens, das in der Frankfurter Allgemeinen Zeitung erschien.

### Anwalt beim Studentenstreik 1976/77 in Berlin

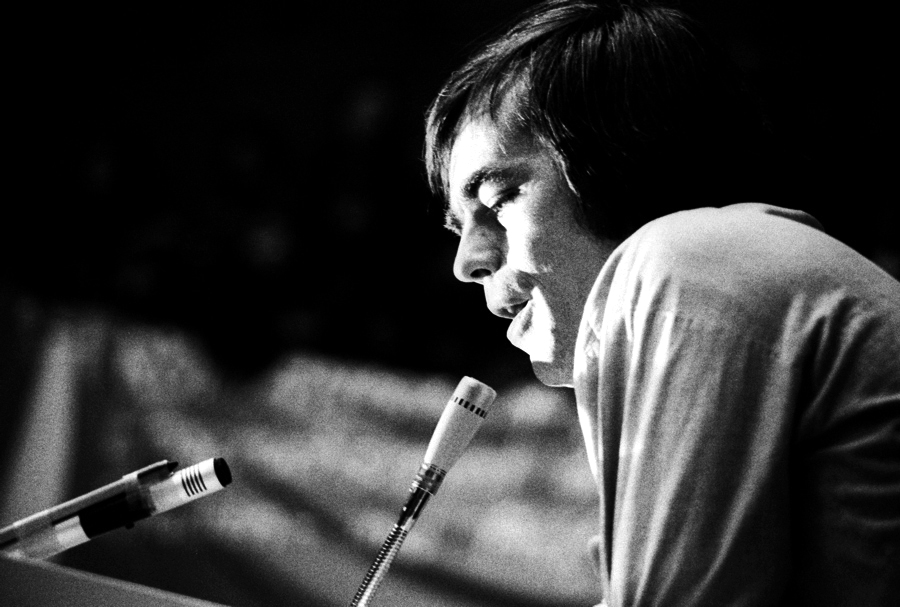
Ströbele berichtet am 11. Januar 1977 bei einer Veranstaltung im Audimax der Technischen Universität Berlin über den Prozess gegen Christoph Dreher und Peter Wietheger.

Während des Studentenstreiks 1976/77 („Berufsverbotestreik“) verteidigte Hans-Christian Ströbele zwei bei einem wahrscheinlich provozierten Zwischenfall mit Flugblattverteilern einer Sekte festgenommene Studenten. Die Inhaftierung von Christoph Dreher und Peter Wietheger führte zu einer aus Protest vorgenommenen Kirchenbesetzung und erregte in der Öffentlichkeit Aufsehen.
Ströbeles Verteidigung war es zu verdanken, dass beide Studenten mit Geldstrafen wieder in Freiheit kamen.
Im Jahr 1979 löste sich das Sozialistische Anwaltskollektiv auf; Ströbele war aber weiter als Rechtsanwalt tätig. Im Jahre 1988 war er Verteidiger im Prozess gegen Hansjoachim Rosenthal, den ersten in Deutschland durch die DNA-Analyse (genetischer Fingerabdruck) überführten Mörder.

### Politische Vorwürfe gegen Ströbele
Im Februar 2001 wurde ein Stasi-Protokoll bekannt, das den Eindruck erweckte, Ströbele habe in den 1970er Jahren Überfälle der PLO oder Flugzeugentführungen gebilligt, um auf politische Fragen aufmerksam zu machen. Ströbele erwirkte eine Gegendarstellung: „Ich habe mich in dieser Weise nie geäußert. Die in diesem MfS-Papier niedergelegten Überlegungen entsprachen keineswegs meiner Sicht der Dinge. Ich befürwortete nicht Terrorhandlungen.“
2007 bezeichnete der damalige Ministerpräsident Bayerns, Günther Beckstein, Ströbeles Äußerungen zur RAF als „beschämend“ und als „eine Verhöhnung der Opfer des brutalen RAF-Terrors, wenn gerade der als RAF-Unterstützer rechtskräftig zu einer Freiheitsstrafe verurteilte Ströbele auch heute noch RAF-Ideologie bagatellisiert“. Ströbele meinte, er sehe in der Kritik des inhaftierten Ex-Terroristen Christian Klar am Kapitalismus „keine Aufforderung zu Gewalt oder zu Terrorismus“.

### Mitbegründer der Berliner AL und der taz (1978/79)

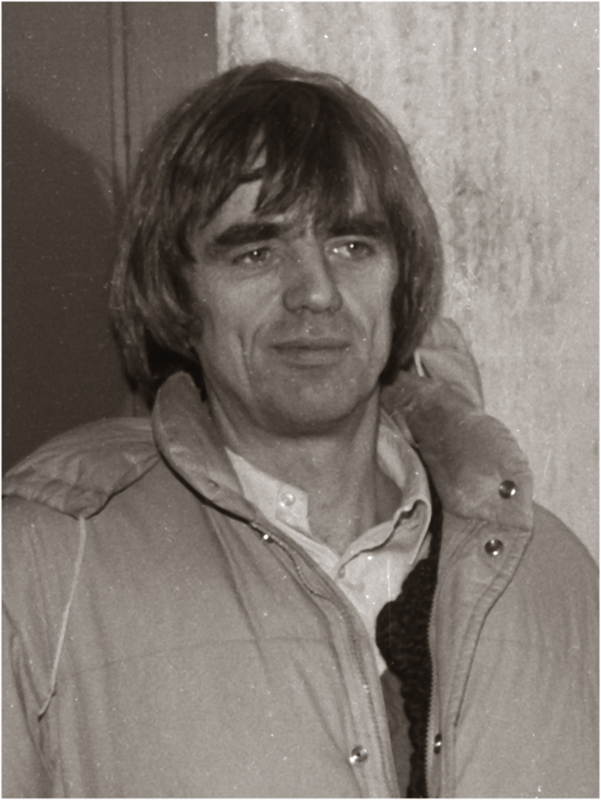
Hans-Christian Ströbele, 1987

Von 1970 bis 1975 war Ströbele Mitglied der SPD. Die Partei schloss ihn aus, weil er in einem Brief die Terroristen der RAF als „liebe Genossen“ bezeichnet hatte. 1978 gehörte er zu den Mitbegründern der Alternativen Liste für Demokratie und Umweltschutz, des späteren Landesverbandes der Grünen in Berlin.
Ströbele gehörte dem engsten Kreis der Begründer einer alternativen Tageszeitung für West-Berlin und Westdeutschland an. Zusammen mit Götz Aly und Max Thomas Mehr plante er, auch im Verlauf des Tunix-Kongresses, im Jahr 1978 ein entsprechendes linkes Projekt. Die taz kam Monate später auch heraus, täglich seit dem 17. April 1979.

### Mitglied des Bundestages (1985–1987)

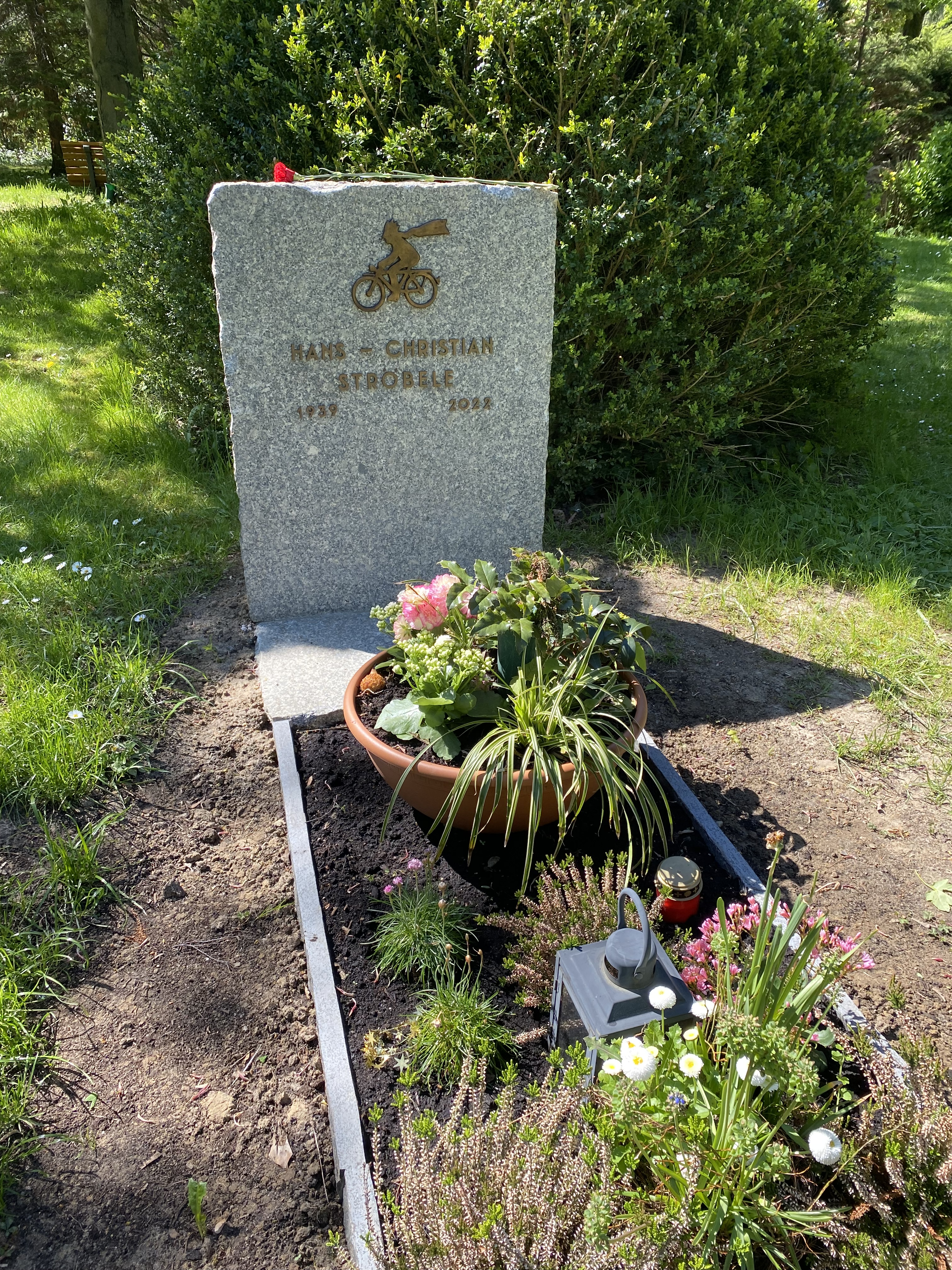
Grabstätte auf dem Dreifaltigkeitskirchhof II

Über das bei den Grünen damals herrschende Rotationsverfahren rückte Ströbele als Nachrücker für Dirk Schneider am 31. März 1985 in den Deutschen Bundestag nach. Die eigentlich als Nachrückerin vorgesehene Rebekka Schmidt hatte darauf verzichtet, Schneiders Mandat zu übernehmen. Ströbele gehörte dem Bundestag bis zum Ende der 10. Wahlperiode 1987 an. In dieser Legislaturperiode war Ströbele für die Grünen Mitglied im Rechtsausschuss und im Flick-Untersuchungsausschuss.

### Konstrukteur der rot-grünen Koalition in Berlin (1989/90)
Ströbele gehörte von Anfang an zum linken Parteiflügel, unterstützte aber die Realos in der Frage, ob die Grünen Koalitionen mit der SPD eingehen sollten. Er galt als Konstrukteur der rot-grünen Koalition in Berlin. Nach einer Rede von Hans-Christian Ströbele auf der Bundesversammlung in Duisburg im März 1989, der in einer rot-grünen Koalition in Berlin eine „Jahrhundertchance“ sah, unterstützten die Delegierten den Berliner Koalitionskurs mit großer Mehrheit.

### Sprecher der Bundespartei (1990/91)

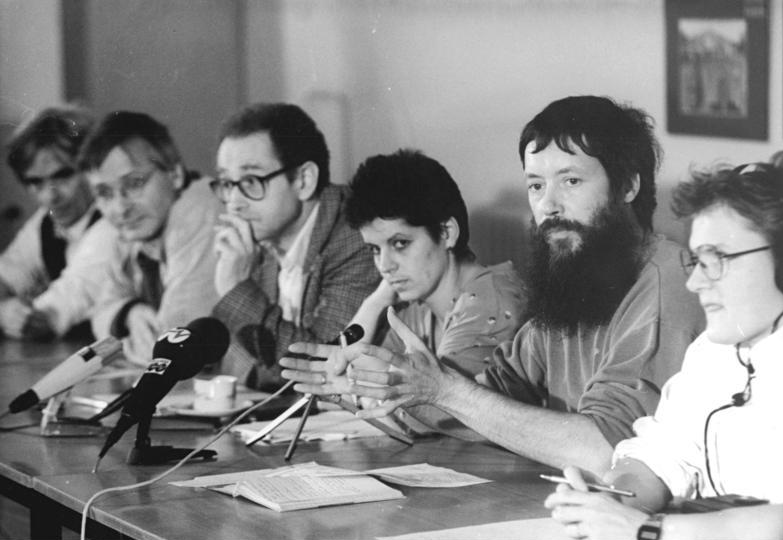
Ströbele (ganz links) während einer Pressekonferenz am 15. Oktober 1990

Auf der Bundesversammlung in Dortmund im Juni 1990 wurde Ströbele zum Sprecher der Bundespartei, einem der drei gleichberechtigten Parteivorsitzenden der Grünen, gewählt. Die anderen Vorstandssprecher waren Renate Damus und Heide Rühle. Der Vorstand nahm seine Arbeit unter schwierigen Startbedingungen auf, nachdem die Flügelkämpfe zwischen Realos und Fundis die Partei immer stärker zerrieben hatten. Besonders Ströbele entpuppte sich als Integrationsfigur. Er bemühte sich besonders stark um die Zusammenarbeit mit den ostdeutschen Bürgerbewegungen. Am 4. Dezember 1990 fusionierten die westdeutschen Grünen mit der Grünen Partei in der DDR. Er distanzierte sich scharf von der PDS und grenzte die Positionen der Grünen klar von denen der SPD ab. Seine Rhetorik galt als gleichermaßen radikal, klar und deutlich, dabei aber selten verbohrt oder kompromisslos.
In die Zeit dieses Bundesvorstandes fiel auch das größte Debakel in der Geschichte der Grünen, als die Partei bei der Bundestagswahl 1990 den Einzug in den Bundestag verpasste. Ströbele setzte zugunsten der Bürgerbewegungen der DDR vor dem Bundesverfassungsgericht durch, dass West- und Ostdeutschland als getrennte Wahlgebiete gelten sollten, für die jeweils die Sperrklausel galt. Den Staatsvertrag über die Währungs-, Wirtschafts- und Sozialunion bezeichnete er als die „größte Landnahme der deutschen Industrie seit den Kolonialkriegen, sieht man mal von der Nazi-Zeit ab“, und bezichtigte die schwarz-gelbe Koalition unter Helmut Kohl als Antreiberin eines neuen Nationalismus. Die Zustimmung der SPD verglich er mit deren Zustimmung zu den Kriegskrediten von 1914 (→ Erster Weltkrieg). In dieser Situation sprach er sich deutlich gegen ein Bündnis mit den Sozialdemokraten aus. Der Wahlkampfslogan „Alle reden von Deutschland. Wir reden vom Wetter“ verdeutlichte die kritische Haltung der Grünen zur deutschen Wiedervereinigung, die den Bundestagswahlkampf aller anderen Parteien beherrschte, und zugleich die Befürchtung, dass Umweltthemen in der Einigungseuphorie in den Hintergrund treten würden. Mit dieser Wahlkampfstrategie scheiterten die Grünen an der Fünf-Prozent-Hürde. Lediglich dem Bündnis 90 und den ostdeutschen Grünen gelang im Wahlgebiet der neuen Bundesländer der Einzug in den Bundestag.
Im Februar 1991 trat er vom Sprecheramt zurück, nachdem seine Stellungnahme zum Zweiten Golfkrieg für Kontroversen innerhalb der Partei gesorgt hatte. Dass Israel von Saddam Husseins Irak mit R-17-Raketen beschossen wurde, war für Ströbele „die logische, fast zwingende Konsequenz der Politik Israels“. Er sprach sich auch gegen die Lieferung von Patriot-Luftabwehrraketen an Israel aus. Diese Stellungnahme, die er als Leiter einer Israeldelegation der Grünen 1991 in einem Interview mit Henryk M. Broder in Jerusalem äußerte, führte nach Veröffentlichung in der Jerusalem Post, der Süddeutschen Zeitung und der taz zu einem politischen Skandal, der unter anderem zum vorzeitigen Abbruch des grünen Israelbesuches führte. Zwei Monate nach Ströbele, im April 1991, traten auch Renate Damus und Heide Rühle ab.

### Berliner Kommunal- und Landespolitik (1992–1998)
1992 übernahm Ströbele den Vorsitz der Grünen-Fraktion in der Bezirksverordnetenversammlung von Berlin-Tiergarten. 1995 bis 1997 war er Mitglied des Landesvorstands.

### Mitglied des Bundestages (1998–2017)
1998 zog er über die Berliner Landesliste wieder in den Bundestag ein. Während der rot-grünen Bundesregierung in den Jahren 1998 bis 2005 (Kabinette Schröder I und Schröder II) entwickelte er sich zu einem permanenten Kritiker des grünen Außenministers Joschka Fischer.
Vor der Bundestagswahl 2002 unterlag er in der innerparteilichen Kandidatur auf einen aussichtsreichen Listenplatz und trat mit geringen Aussichten als Direktkandidat im Bundestagswahlkreis Berlin-Friedrichshain-Kreuzberg – Prenzlauer Berg Ost (Wahlkreis 84) an. Ströbele führte einen sehr personalisierten Wahlkampf, verzichtete auf die Nutzung der bereitgestellten Werbemittel und vertrat Positionen, die in wichtigen Punkten dezidiert gegen das Parteiprogramm und die Politik der eigenen Partei gerichtet waren. Besonders distanzierte er sich vom außenpolitischen Kurs der Grünen. Einer seiner Wahlkampfslogans lautete „Ströbele wählen heißt Fischer quälen“. Kurz vor der Wahl wurde er von einem vorbestraften Neonazi durch einen Schlag mit einem Teleskopschlagstock auf den Hinterkopf niedergeschlagen. Bei der Wahl erhielt Ströbele überraschend die meisten Stimmen (31,6 %). Dies war das erste Direktmandat für seine Partei; Ströbele zog wieder in den Bundestag ein.
Für die Bundestagswahl 2005 im Herbst 2005 verzichtete Ströbele auf eine Kandidatur auf der Landesliste. Er kandidierte aber wieder im Berliner Wahlkreis 83 für ein Bundestags-Direktmandat. Seine stärksten Konkurrenten waren dabei der Kandidat der SPD, Ahmet İyidirli, und Cornelia Reinauer von der Linkspartei. Bei der Wahl am 18. September 2005 erhielt er erneut die meisten Erststimmen in seinem Wahlkreis (43,2 %) und zog mit einem Direktmandat in den Bundestag ein. Bei dieser Wahl war er ebenfalls der einzige Grüne, dem über ein Direktmandat der Einzug in den Bundestag gelang. Auch zur Bundestagswahl 2009 kandidierte Ströbele als Direktkandidat in seinem Wahlkreis, diesmal gegen Halina Wawzyniak, Björn Böhning, Vera Lengsfeld sowie Markus Löning, und gewann mit 46,8 % der Stimmen.
In den Jahren 2002 bis 2009 war Ströbele Koordinator des Arbeitskreises Recht, Frauen, Familie, Senioren, Bildung, Jugend der Bundestagsfraktion Bündnis 90/Die Grünen und damit zugleich stellvertretender Fraktionsvorsitzender. Ab 2002 war er Mitglied des Parlamentarischen Kontrollgremiums zur Kontrolle der Nachrichtendienste (PKGr) des Bundestages, das die Arbeit der Nachrichtendienste des Bundes überwacht. Ströbele war der Vertreter von Bündnis 90/Die Grünen im Untersuchungsausschuss zur Parteispendenaffäre um den früheren Bundeskanzler Helmut Kohl. Außerdem war er Mitglied des sogenannten BND-Untersuchungsausschusses des Bundestages, der prüfen sollte, ob und wie der deutsche Auslandsnachrichtendienst nach den Terroranschlägen am 11. September 2001 in illegale Aktionen (Verschleppungen, insbesondere sogenannte CIA-Folterflüge, Befragungen von Gefolterten, die Fälle El Masri, Kurnaz, Zammar) verwickelt war und welche Verantwortung die damalige Bundesregierung trug. Auch die Bespitzelung von Journalisten durch den BND gehörte zum Untersuchungsgegenstand. Ab 1998 war Ströbele Mitglied im Rechtsausschuss des Deutschen Bundestages. Daneben war er von 1998 bis 2005 volles und von 2005 bis 2009 stellvertretendes Mitglied im Ausschuss für wirtschaftliche Zusammenarbeit und Entwicklung; ab 2009 war er Mitglied im Auswärtigen Ausschuss.
Auch bei der Bundestagswahl 2013 errang er, mit 39,9 % der Erststimmen, erneut als einziger Abgeordneter der Partei Bündnis 90/Die Grünen ein Direktmandat.

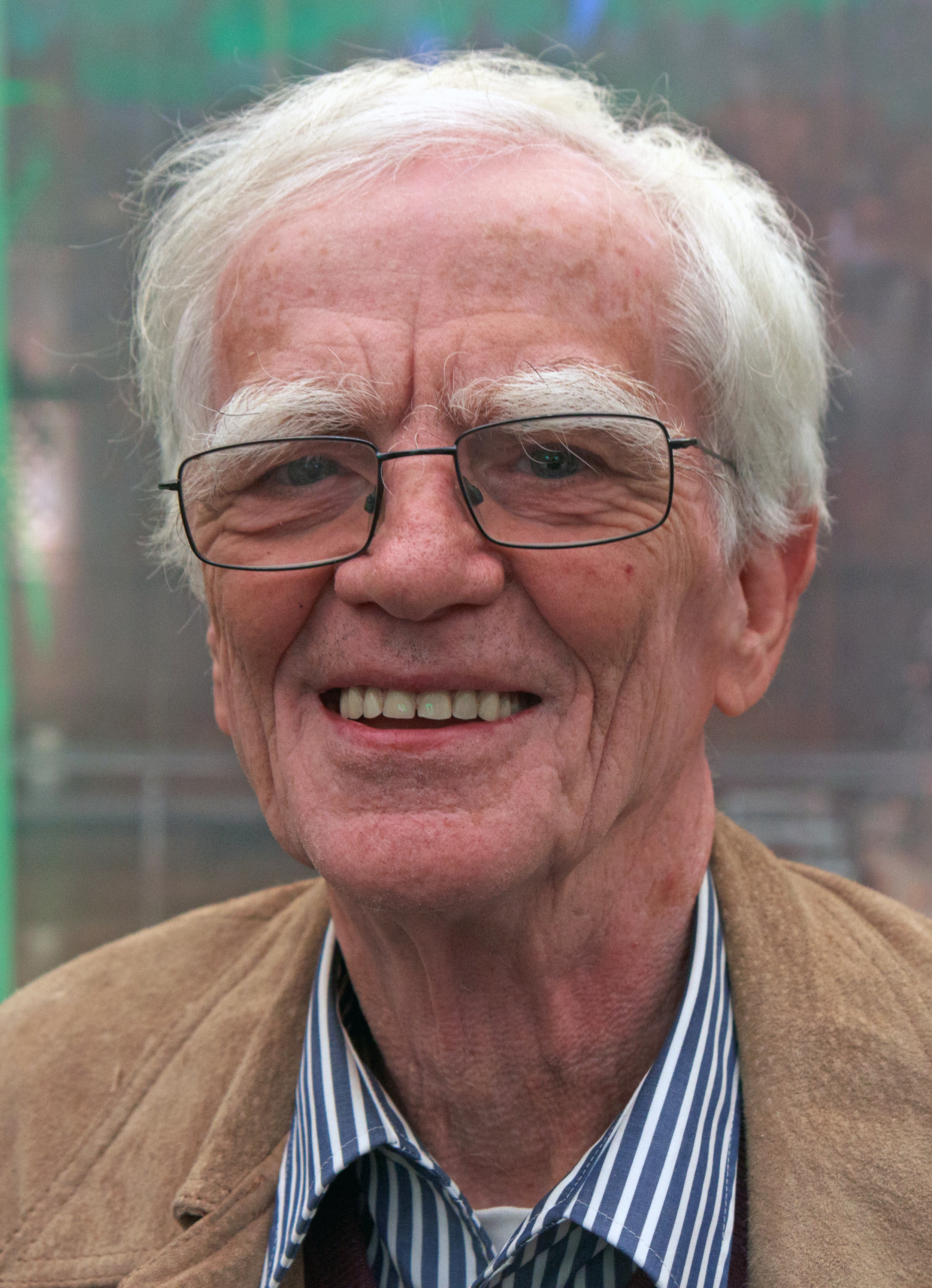
Hans-Christian Ströbele (2017)

Im Dezember 2016 teilte Ströbele mit, bei der Bundestagswahl 2017 nicht mehr anzutreten.

### Tod
Am 29. August 2022 erlag Ströbele im Alter von 83 Jahren einer langjährigen Krankheit, wobei er sich zuvor für eine Reduktion der lebenserhaltenden Maßnahmen ausgesprochen hatte. Er wurde am 22. September 2022 auf dem Dreifaltigkeitskirchhof II in Berlin beigesetzt. Am 4. Oktober 2022 fand in der Arena Berlin in Alt-Treptow eine öffentliche Gedenkveranstaltung für Ströbele statt.

## Politische Positionen und Kritik

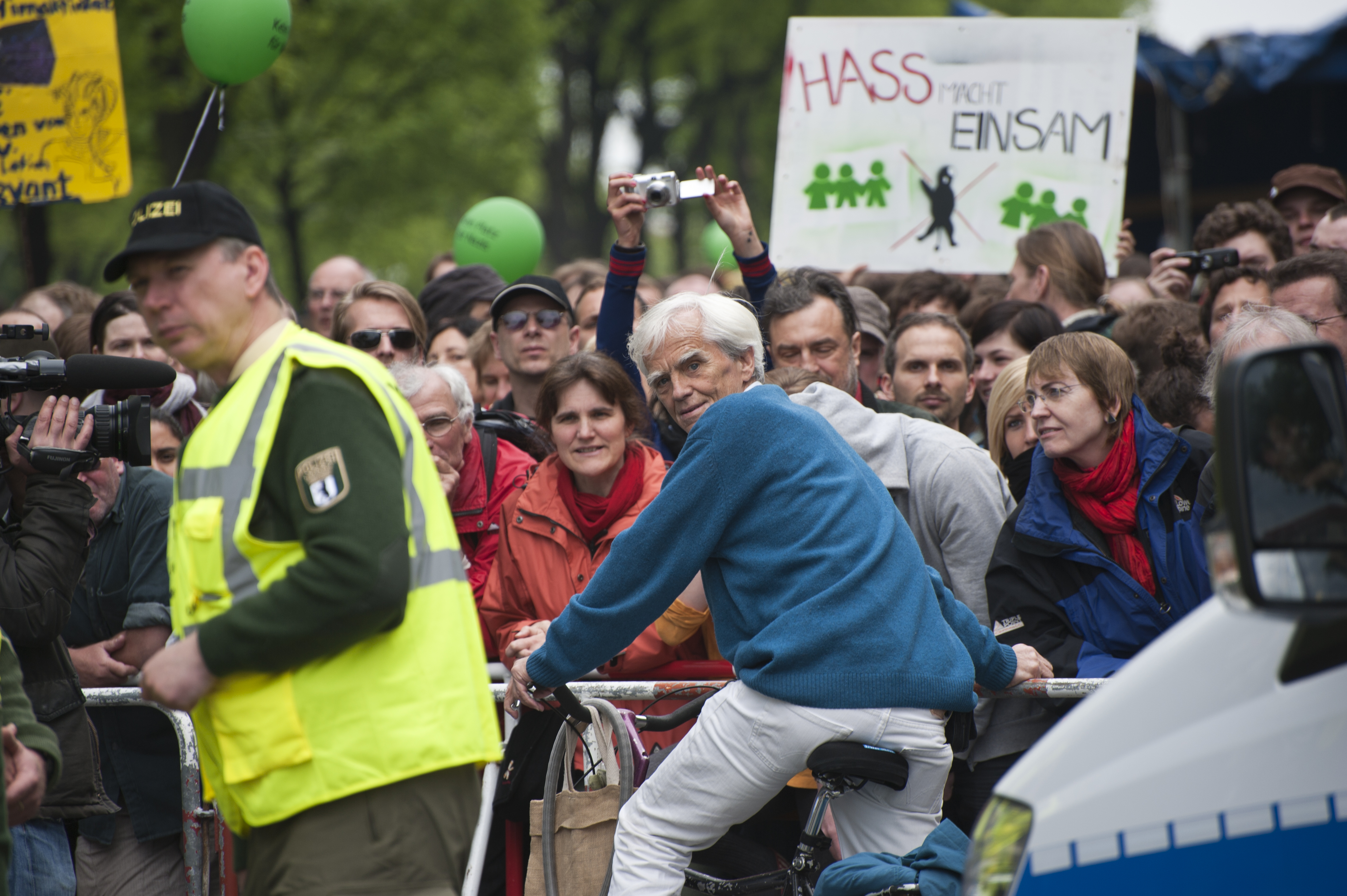
Hans-Christian Ströbele auf einer antifaschistischen Demonstration in Berlin-Prenzlauer Berg (2008)

Ströbele trat immer wieder als einflussreiches Korrektiv auf, wenn grüne Grundwerte und Prinzipien bedroht schienen. Er zählte zur Parteilinken. Seine wichtigsten Arbeitsbereiche lagen in der Rechts-, Sicherheits- und Entwicklungspolitik.
Wie sehr Ströbele als Reizfigur wahrgenommen wurde, zeigten die Reaktionen auf ein Interview nach der Fußballweltmeisterschaft 2006. Ströbele berichtete, dass er sich „doch etwas unwohl gefühlt“ habe, als „überall und in Massen, an Autos, in Gärten und an Balkonen“ die Deutschlandflagge zu sehen war und ihn eine übermäßige Beflaggung ein wenig „an nationale Überbetonung, an nationalistische Tendenzen“ erinnere. Gegen die normale Beflaggung beispielsweise auf dem Reichstagsgebäude habe er aber nichts. Daraufhin brach ein Sturm der Entrüstung unter Politikern von CDU und FDP aus.

### Bürgerrechte
Ströbele setzte sich für den Erhalt und die Weiterentwicklung der Bürgerrechte ein. In diesem Zusammenhang wandte er sich gegen die Vorratsdatenspeicherung, den Großen Lauschangriff oder die verstärkte Kriminalisierung von Graffiti-Sprayern. Er war für eine größere Transparenz und widersprach den Kritikern von Wikileaks. Seit vielen Jahren trat er für eine Legalisierung bzw. Entkriminalisierung von Cannabis ein. Dabei trat er auch als Redner auf der Hanfparade auf. Bekannt wurde 2002 sein Spruch „Gebt das Hanf frei!“, der als Basis für einen erfolgreichen Song von Stefan Raab diente.
In seinen Funktionen in Gremien und Ausschüssen des Bundestages äußerte sich Ströbele in der Öffentlichkeit immer wieder sehr kritisch zu den Nachrichtendiensten und ihrer Arbeit. Bei Demonstrationen und Großereignissen, an denen er regelmäßig teilnahm, trat er häufig als Vermittler zwischen Demonstranten und der Polizei auf.
Im Zuge der Überwachungs- und Spionageaffäre 2013 kritisierte Ströbele Verletzungen der Bürgerrechte durch die amerikanische National Security Agency (NSA). Nachdem am 24. Oktober 2013 bekannt geworden war, dass die NSA offenbar auch das Mobiltelefon der Bundeskanzlerin Angela Merkel über Jahre hinweg abgehört hatte, schlug Ströbele vor, den Whistleblower und ehemaligen NSA-Mitarbeiter Edward Snowden vor einem einzurichtenden Untersuchungsausschuss als Zeugen zu laden. Er flog am 31. Oktober 2013 gemeinsam mit den Journalisten Georg Mascolo und John Goetz nach Moskau, um Snowden zu treffen. Grundsätzlich, so Ströbele nach dem dreistündigen Treffen, sei Snowden zu einer Aussage in Deutschland bereit, wenn alle juristischen Rahmenbedingungen geklärt seien. Einen Tag später berichtete Ströbele vor der Bundespressekonferenz in Berlin von dem Treffen mit Snowden. Zudem präsentierte Ströbele einen Brief, den Snowden ihm für die Bundesregierung mitgegeben hatte und in dem er sich abermals bereit erklärte, zur Aufklärung der NSA-Affäre beizutragen. Ströbele war stellvertretendes Mitglied des NSA-Untersuchungsausschusses.
Die Festnahme von Wikileaks-Gründer Julian Assange am 11. April 2019 nach der Entziehung seines Asylrechts kritisierte Ströbele und wandte sich gegen dessen drohende Auslieferung an die USA. Er nannte die Umstände der Festnahme von Assange in Ecuadors Botschaft in London „äußerst dubios“.

### Bundeswehreinsätze
Ströbele war vehementer Gegner von Einsätzen der Bundeswehr im Ausland, bezeichnete sich aber selbst nicht als Pazifisten und unterstützte beispielsweise in den 1980ern eine Sammlung für Waffen an Aufständische in El Salvador. Er stimmte gegen den Einsatz der NATO im Kosovo, gegen die Teilnahme Deutschlands bzw. der Bundeswehr an der Operation Enduring Freedom, aber für den Afghanistaneinsatz der Bundeswehr zur Friedenssicherung im Rahmen der ISAF-Mission. Er stimmte gegen die Beteiligung der Bundeswehr an der internationalen Sicherheitspräsenz im Kosovo (KFOR).

### Migration
Im November 2005 stieß Ströbele eine Diskussion über die deutsche Staatsbürgerschaft des Papstes Benedikt XVI. an. Nach Auffassung Ströbeles hätte der Papst seine deutsche Staatsbürgerschaft durch den Erhalt der vatikanischen Staatsbürgerschaft, die Joseph Ratzinger schon seit 1981 als Präfekt der Glaubenskongregation besaß, verloren, da nach § 25 Abs. 1 Staatsangehörigkeitsgesetz (StAG) jeder die deutsche Staatsbürgerschaft verliere, sobald er eine ausländische Staatsbürgerschaft beantragt und angenommen habe. Allerdings ist es gängige Praxis, dass die Staatsbürgerschaft des Staates Vatikanstadt nicht zur Aufgabe der vorherigen Staatsbürgerschaft führt. Ströbele wollte mit seiner Anfrage an die Bundesregierung hierbei jedoch nicht die deutsche Staatsbürgerschaft des Papstes anzweifeln, sondern darauf aufmerksam machen, dass jemand seine deutsche Staatsbürgerschaft verliert, sobald er eine andere Staatsbürgerschaft annimmt.
Ströbele geriet mehrmals mit migrationspolitischen Forderungen in die Schlagzeilen. So schlug er vor, einen muslimischen Feiertag einzuführen und hierfür einen christlichen zu streichen. Im Mai 2006 wurde in einigen Medien berichtet, dass Ströbele eine türkische Übersetzung der deutschen Nationalhymne fordere. Dabei hatte er allerdings auf eine Frage der Boulevardzeitung B.Z., ob er sich vorstellen könne, dass „angesichts der vielen Menschen aus der Türkei, die in Deutschland leben, die deutsche Nationalhymne ins Türkische übersetzt und auch in türkischer Sprache gesungen werden könne“, geantwortet. Eine offizielle Übersetzung habe er nach eigenen Angaben nicht gefordert. In der B.Z. wurde Ströbele mit den Worten zitiert, das sei ein „Zeichen der Integration“ und ein „Symbol für die Vielsprachigkeit Deutschlands“. In der Ausgabe vom 20. März 2007 der Sendung Menschen bei Maischberger zeigte er eine türkische Übersetzung des deutschen Grundgesetzes, die vom Bundestag herausgegeben wurde und auf deren Umschlagrückseite sich eine türkische Übersetzung der deutschen Nationalhymne fand. Diese Ausgabe war Ströbeles Aussage nach zwei Jahre alt und damit sogar schon vor der um ihn zentrierten Diskussion erschienen. Ferner forderte Ströbele in einem Interview bei dem Sender n-tv, es solle ein muslimisches Pendant zu Das Wort zum Sonntag erwogen werden.

### Euro-Politik
Als einziger Abgeordneter der Fraktion Bündnis 90/Die Grünen im Bundestag stimmte Christian Ströbele am 29. Juni 2012 gegen ESM und Fiskalpakt, die er als verfassungsrechtlich zweifelhaft und politisch nicht verantwortbar erachtete.

### Regionalpolitik
In Berlin setzte sich Ströbele lange gegen die Eröffnung der bisher einzigen Filiale von McDonald’s in Berlin-Kreuzberg ein, die seit 2007 besteht. Im Dokumentarfilm Unter Linken – der Film begründete er gegenüber Jan Fleischhauer seine Ablehnung 2010 unter anderem damit, dass sich die Filiale negativ auf die Qualität der Ernährung der Schüler in den umliegenden Schulen auswirken könne. Fleischhauer deutete Ströbeles Motive als Antiamerikanismus.

### Partei
Innerparteilich trat er beharrlich für die Beibehaltung des Prinzips der Trennung von Amt und Mandat ein. 2002 war er maßgeblich dafür verantwortlich, dass Fritz Kuhn und Claudia Roth gegen den Willen der Parteispitze auf ihr Amt verzichten mussten.
In der Debatte um die Agenda 2010 brachte Ströbele auf dem Sonderparteitag im Juni 2003 in Cottbus einen Antrag zur Wiedereinführung der Vermögensteuer ein. Der Antrag wurde angenommen, die Forderung konnte in der rot-grünen Koalition jedoch nicht durchgesetzt werden.

„Politik zu machen, ist mein Antrieb. Es sollte auch für andere ein Antrieb sein, dabei zu helfen, die Gesellschaft zu verändern – hin zu menschlicheren, selbstbestimmten Verhältnissen. Das ist meine Lebensphilosophie.“

### Waffenlieferungen an die Ukraine
Am 1. Mai 2022 kritisierte Ströbele die Parteispitze der Grünen, die im Kabinett Scholz an der Bundesregierung beteiligt waren, bezüglich deren Reaktion auf den russischen Überfall auf die Ukraine 2022. Er betonte, „bei dem Vorgehen, keine Waffen in Krisengebiete zu liefern“, handele „es sich um erprobte, international seit Jahrzehnten anerkannte und auch gute Grundsätze der Friedenspolitik“.

## Filme
- Die Anwälte – Eine deutsche Geschichte, von Birgit Schulz 2009
- Gedenkfeier für Christian Ströbele, 4. Oktober 2022 taz-Video

## Publikationen (Auswahl)
- und andere: „Sie würden uns gerne im Knast begraben …“: Beiträge zur Solidarität mit den politischen Gefangenen in der BRD und Westberlin; zur Auseinandersetzung um den 2. Juni 67, 10 Jahre danach. Oktoberdruck-Verlag, Berlin 1977.
- und andere: Staatsfeind der ich bin – Ein Lesebuch. Trikont 1977, ISBN 3-88167-008-4.
- und andere: Vorsicht Volkszählung. Erfasst, vernetzt und ausgezählt. Volksblatt-Verlag, Köln 1987, ISBN 978-3-923243-31-0.
- und andere: Gesetz zur Regelung des Rechts der Untersuchungsausschüsse des Deutschen Bundestages: Untersuchungsausschussgesetz. C.H.Beck Verlag. München. 2015. ISBN 978-3-406-66953-8.

## Auszeichnungen
- 2017: Politikaward[58]
- 2017: Max-Dortu-Preis[59]
- 2018: Arnold-Freymuth-Preis
- 2018: Fritz-Bauer-Preis[60] der Bürgerrechtsorganisation Humanistische Union
- 2023 (postum): Die taz Panter Stiftung gibt anlässlich seines Todestages eine Ströbele-Gedenk-Briefmarke heraus[61]